# Ixtiyor Navroʻzov
Ixtiyor Karimovich Navroʻzov (* 5. Juli 1989 in Buxoro) ist ein usbekischer Ringer.

## Karriere
Nachdem Ixtiyor Navroʻzov eine Bronze- und eine Silbermedaille bei den letzten beiden Asienmeisterschaften gewonnen hatte, nahm er an den Olympischen Spielen 2012 in London teil. Im Leichtgewicht belegte er den neunten Rang.
Nach einer Bronzemedaille bei den Asienspielen 2014 und einer Silbermedaille bei den Weltmeisterschaften 2015 kam bei den Spielen 2016 in Rio de Janeiro zu seiner zweiten Olympiateilnahme im Leichtgewicht. Im Viertelfinale traf er auf Franklin Gómez aus Puerto Rico. Als sich der Kampf dem Ende neigte, machte Gómez einen Schritt, der Navroʻzov aus dem Ring brachte und Gómez zunächst zwei Punkte einbrachte. Einer der Punktrichter argumentierte jedoch dagegen, weshalb der Punkt an den Usbeken ging und dieser den Kampf gewann.
Diese Entscheidung war von Anfang an umstritten und hatte einen Shitstorm auf der Onlineplattform Twitter zur Folge. Dort schrieben andere Ringer wie Jakob Varner, Cael Sanderson oder Ben Askren unter dem Hashtag „#GomezGotRobbed“, dass dieser „beraubt“ worden sei. Auch der frühere Gouverneur von Puerto Rico, Aníbal Acevedo Vilá beteiligte sich an diesem Protest. Der amtierende Gouverneur Alejandro García Padilla schrieb, gegen das Urteil zu protestieren, welches er als „Diebstahl des Sports“ bezeichnete.
Kurz nach dem Kampf wurden mindestens drei Punktrichter von der United World Wrestling suspendiert. Sie behaupteten auch, dass eine Untersuchung durchgeführt werden würde, aber ihre Entscheidung konnte nicht aufgehoben werden. Am 3. September 2016 wurde ohne Angabe von Gründen bekannt gegeben, dass mindestens drei Punktrichter offiziell aus der United World Wrestling ausgeschlossen wurden.
Auch im Kampf um Bronze gegen Gandsorigiin Mandachnaran aus der Mongolei kam es zu einer kontroversen Entscheidung. Als  Mandachnaran wenige Sekunden vor Ende mit 7:6 führte, begann er bereits den Sieg zu feiern. Als Reaktion darauf erhielt er einen Strafpunkt wegen Inaktivität. Dies führte dazu, dass Navroʻzov die Bronzemedaille gewann, da er den letzten Punkt erzielt hatte. Die mongolischen Trainer protestierten gegen diese Wertung, die nicht angefochten werden konnte, indem sie sich vor den Richtern auf der Matte auszogen und ihre Kleidung auf den Tisch des Kampfgerichts warfen. Dieser Protest führte zu einem weiteren Strafpunkt für den Mongolen, weshalb Navroʻzov 7:8 gewann.
2017 und 2018 wurde Navroʻzov Asienmeister.